# Chung Kook-chin
Chung Kook-chin (kor. 정국진, ur. 2 stycznia 1917, zm. 10 lutego 1976) – południowokoreański piłkarz i trener występujący podczas kariery na pozycji napastnika.

## Kariera klubowa
Cunng podczas kariery piłkarskiej występował w Wonsan University.

## Kariera reprezentacyjna
W reprezentacji Korei Południowej Chung występował w latach 40. i 50.. W 1948 wziął udział w igrzyskach olimpijskich. Na turnieju w Londynie wystąpił w wygranym 5-3 meczu z Meksykiem (dwie bramki Chunga w 63 i 66 min.) oraz przegranym 0-12 meczu ćwierćfinałowym ze Szwecją. W 1954 zdobył srebrny medal igrzysk azjatyckich. W tym samym roku został powołany do kadry na mistrzostwa świata. Na mundialu w Szwajcarii wystąpił w przegranym 0-7 meczu z Turcją.

## Kariera trenerska
Po zakończeniu kariery piłkarskiej Chung został trenerem. Dwukrotnie prowadził reprezentację Korei Południowej. W latach 1959–1960 oraz 1964-1965, kiedy to wystąpił z Koreą na Igrzyskach Olimpijskich. Na turnieju w Tokio Korea przegrała wszystkie trzy mecze z Czechosłowacją, Brazylią i Zjednoczoną Republiką Arabską. Pod koniec życia był wiceprezydentem Koreańskiej Federacji Piłkarskiej.